# Raúl Mesquita
Raúl António Proença de Marcelino Mesquita (Lisboa, 12 de Maio de 1949) é um autor português. Formou-se em Filosofia pela Faculdade de Letras da Universidade Clássica de Lisboa.

## Biografia
Raúl Mesquita estudou no Liceu Francês, no Liceu Camões e finalizou os estudos Secundários no Liceu D. João de Castro. Neto de Raul Proença, pelo lado materno, e filho do jornalista António Marcelino Mesquita, cedo mostrou interesse pelas letras.   Saiu de Portugal “a salto” em Junho de 1970. Viveu na Bélgica e em Inglaterra, exilado, como objector de consciência, tendo sido reconhecido como refugiado político pelas Nações Unidas em 1970 em Bruxelas, estatuto que o Reino Unido reconheceu.
Regressou a Portugal em Dezembro de 1974. Tem obras publicadas nos domínios da Psicologia e da Filosofia, entre as quais se destacam o Dicionário de Psicologia (co-autor), Plátano Editora e, de sua autoria exclusiva, o Dicionário Crítico de Filosofia, também publicado na Plátano Editora.
Dedica-se actualmente à escrita de ficção, tendo publicado em 2007 na Imprensa Nacional Casa da Moeda (Biblioteca de Autores Portugueses) o romance Estoril 1959.
Em 2008 publicou o romance O Pai e os Outros – Uma Pequena História de Doidos, nas Edições Colibri.
Também em 2008, as Edições Sílabo publicaram um trabalho seu: Máximas e Reflexões Morais, de La Rochefoucauld - (tradução, prefácio e notas).
Em Dezembro de 2010 a Editora Althum publicou a sua última obra de ficção Censurado/Aprovado.
Em Maio de 2013 as Edições Cosmos publicaram um ensaio seu sobre o Marquês de Sade, intitulado Sade e a Liberdade, a Natureza e a Montreuil.
Publicou, em Dezembro de 2014, na Editora Ómega, Martelos e Berbequins - Memórias e prepara uma publicação sobre Música Barroca.
Foi colaborador,  Autor e Apresentador de Programas sobre música barroca e clássica, sobretudo vocal, para a rádio pública Antena 2 durante os anos de 2008, 2009 e 2010. 
Dedica-se hoje essencialmente à criação literária. 

## Conferências
Proferiu e organizou conferências sobre Filosofia e temas culturais. Entre outras, destacam-se:
- Wagner, a palavra e a música – Nietzsche, a música e a palavra e por esta ordem, 2001.
- La Débauche - O deboche dos libertinos: uma forma de viver contra a hipocrisia, em 2007.
- A Alegoria da Caverna – Um mito? Espelho de uma ilusão? 2007.
- Espinosa e a Liberdade, 2007.
- Os Libertinos e o século XVIII, 2008.
- Organizou a conferência sobre Raul Proença e a Revolução de 7 de Fevereiro de 1927 contra a Ditadura, proferida pelo Professor Doutor António Reis, 2008.
- Colaborou na produção da peça, "A Ópera do Malandro", de Chico Buarque (Auditório Camões) em 2007.
- Escreveu dois pequenos textos dramáticos que foram encenados, no mesmo ano, no Liceu Camões, 2008.

## Preferências Musicais
Da Ópera, especialmente Barroca e da época Clássica, ao Teatro, passando pelo Cinema dos anos 30 e 40, Raúl Mesquita é um apaixonado pelo Belcanto, mas não despreza o dramatismo pungente de Alban Berg. Esta paixão permitiu-lhe desenvolver actividade na Rádio, (Antena 2), onde colaborou com programas de Autor. Neste âmbito, promove, divulga e entrevista figuras de destaque do panorama nacional e internacional, tais como cantores e maestros célebres.

## Publicações
- Estoril 1959  (ISBN 978-972-27-1538-6)
- O Pai e os Outros - Uma pequena história de doidos[6] (ISBN 972-772-828-3)
- Censurado/Aprovado
- Sade e a Liberdade, a Natureza e a Montreuil
- Martelos e Berbequins - MEMÓRIAS

NB. Mais recentemente escreveu três peças de teatro a que chamou a sua "Trilogia em Lisboa": A Chave; Ziguezagues e O Zangão.